# Middenrijk (Egypte)
Het Middenrijk is de periode in de Egyptische oudheid die volgde op de eerste tussenperiode. Ze loopt van (ca.) 2040 tot 1783 v.Chr. en beslaat de 11e en de 12e dynastie.

## Middenrijk
In de Eerste Tussenperiode (na het Oude Rijk (Memphis)) was Egypte laatst verdeeld in een machtsgebied in het noorden (de Heracleopolitaanse 9e en 10e dynastie) en één in het zuiden (de Thebaanse 11e dynastie). Rond 2040 v.Chr. veroverde de Thebaanse heerser Mentoehotep (II) Nebhetepre de noordelijke provincies waarmee Egypte weer een eenheid werd en daarmee begon het Middenrijk.
Tijdens het Middenrijk werden er in het gehele land bouwwerken opgericht en leek de binnenlandse politiek redelijk stabiel te zijn. Echter, de vizier van koning Mentoehotep Nebhetepre, genaamd Amenemhat, nam in 1991 v.Chr. de macht over en stichtte daarmee de 12e dynastie van Egypte. Amenemhat I voerde grote bestuurlijke en politieke veranderderingen in en stichtte een nieuwe hoofdstad Itjtawy. Amenemhat I benoemde zijn zoon tot co-regent, zodat Senoeseret I na de dood van zijn vader onmiddellijk het koningschap kon overnemen zonder dat het land opnieuw tot onrust kwam. 
Tijdens het Middenrijk werden de meeste koningen nog steeds in piramides begraven. Senoeseret III bouwde een piramide in Dasjoer, evenals Amenemhat II en Amenemhat III. Amenemhat I en Senoeseret I lieten een piramide in El-Lisht bouwen, Amenemhat III bouwde in Hawara, en Senoeseret II bouwde een piramide in El-Lahun.

### Buitenlands beleid
Tijdens het Middenrijk waren er contacten met Syrië, Palestina, Mesopotamië, Kreta en Poent. De Sinaï werd geëxploiteerd voor turquoise en kostbare gesteenten. 
De controle over Koesj werd versterkt door militaire expedities. Dit gebied was van groot belang voor het verwerven van kostbare goederen zoals wierook, mirre, oliën, goud, ivoor, etc. Door het bouwen van forten met de grensstreek in het zuiden hoopte men controle uit te kunnen oefenen op dit gebied.

## Galerij

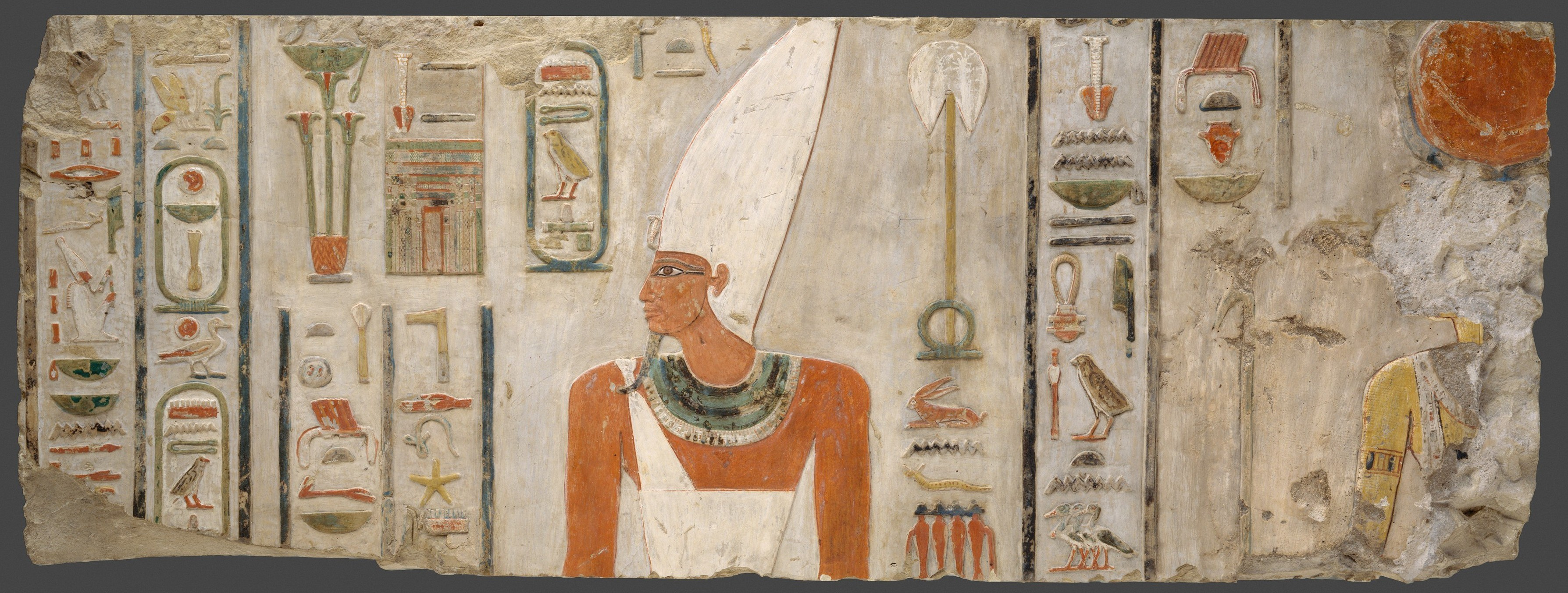
Mentoehotep II
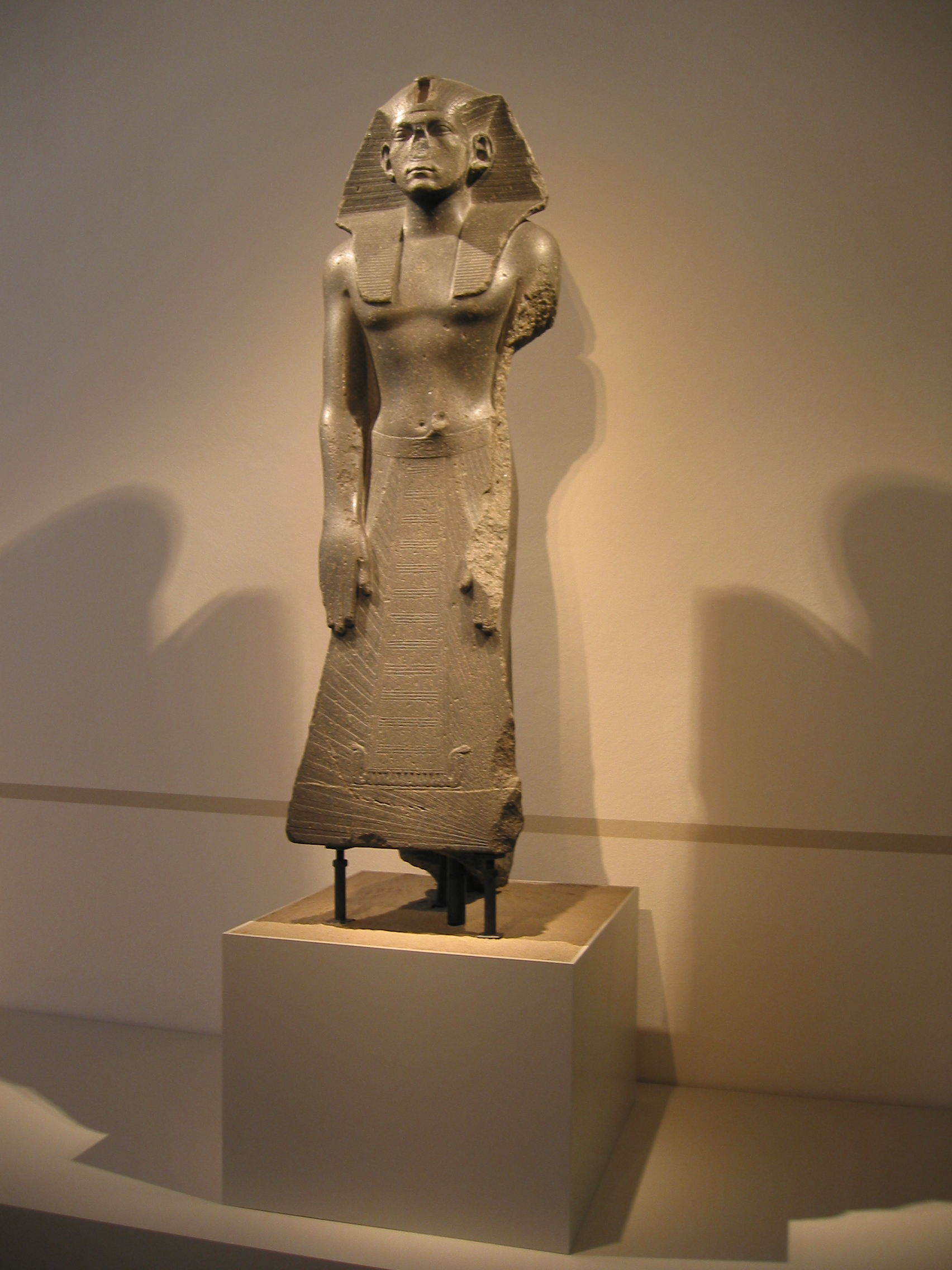
Amenemhat III, krachtig leider